# مارمارته (داکوتای شمالی)
مارمارته(به انگلیسی: Marmarth) شهری در ایالت داکوتای شمالی کشور ایالات متحده آمریکا است که جمعیت آن در سرشماری سال ۲۰۱۰ میلادی، ۱۳۶ نفر بوده‌است.